# Star Wars: Force Arena
A Star Wars: Force Arena a Netmarble és a Lucasfilm Games 2017-ben elindított, Star Wars-témájú, valós idejű stratégiai PvP, amelyben olyan karakterek és katonai egységek szerepelnek, amelyek a 2019 előtt megjelent összes nagyobb Star Wars-filmrészletben szerepeltek. A játékosok különböző Star Wars katonai egységeket irányítanak a Star Wars világából egy kártyás online többjátékos csatamezőn (MOBA). A játék 2017. január 12-én jelent meg Androidra és iOS-re.
A Metacritic kritika-gyűjtő szerint általában kedvező kritikákat kapott. A játék első évfordulójára elérte a 6,5 millió játékost. A szervereket 2019. január 12-én leállították, és a játékot eltávolították a digitális boltok polcairól. A kritikusok magas pontszámokat adtak a játék grafikai és hangi megjelenítésére. A játékmenet fogadtatása vegyes volt. A kritikusok általában dicsérték a játék MOBA aspektusait, de kritikusabbak voltak a kártyagyűjtési aspektusokkal kapcsolatban. A digitális vásárlásokkal kapcsolatban is megosztottak voltak a vélemények. Egyes kritikusok úgy érezték, hogy nem kell pénzt költeni a játékra, míg mások megjegyezték, hogy a játék a mobiljátékokban elterjedt pay-to-win mechanikától szenved.

## Játékmenet
A Force Arena korai verziói a Star Wars történetének Lázadás korszakában játszódtak, amíg egy 2017. augusztus 14-i frissítéssel a Klónok háborúja korszakának tartalmát  majd egy 2017. november 9-i frissítés az Új Köztársaság korszakát is hozzáadta. A játékosok személyre szabott karakterekből és járművekből álló osztagokat irányítanak egy kártyás online többjátékos csatamezőn (MOBA), a Clash Royale mintájára, ahol a cél az ellenséges osztag automatikus védelmi tornyainak és pajzsgenerátorának elpusztítása, hogy megnyíljon a bázisuk egy légicsapás előtt. A számtalan játszható osztagvezető és egyedi segítő között nemcsak a filmekben szereplő karakterek szerepelnek, hanem olyanok is, akik a spin-off filmekben, tévésorozatokban és a Marvel által kiadott képregényekben, például a Zsivány Egyes, a Star Wars: Lázadók és a Star Wars: Leia hercegnő  valamint a Star Wars: A klónok háborúja, a Csillagok Háborúja hetedik, nyolcadik, kilencedik részei és a Solo: Egy Star Wars Történet
Minden csapatot egy vezető karakter vezeti, amelynek speciális képességével rendelkezik, amelyet a játékos Egy bizonyos idő elteltével a kívánt módon újra használhat, valamint néhány passzív képességgel. Sok vezetőnek mindegyikének egyedi párja is van, amely egy oldal karakter vagy akár egy űrhajó széthajtása is lehet, amelyet csak a karakterrel lehet használni, akivel párosulnak. Amikor egy vezető legyőz, egy idő elteltével újra feláll a pajzs generátor közelében, és a játékos nem tudja elhelyezni a kártyákat. A visszaállási idő büntetése minden későbbi vereség esetén maximálisan tíz másodpercig nő. 

## Fejlesztés és örökség
A Star Wars: Force Arena-t a koreai Netmarble stúdió fejlesztette, és a Lucasfilm Games-szel közösen adták ki. A játékot 2016 novemberében jelentették be. A játék 2016. november 4-én soft launchot kapott Ausztráliában és Szingapúrban, ahol Star Wars: Battlegrounds címmel jelent meg.  2016 novemberében a G-Star 2016-on mutatták be a játékot.  2017. január 12-én következett a teljes kiadás iOS-re és Androidra. 2018-ban a Star Wars napra két 40. évfordulós karaktert adtak ki Ralph McQuarrie koncepciórajza alapján: Luke Skywalkert és Darth Vadert. 2018. december 19-én bejelentették, hogy a játék 2019. március 18-án leáll. A játék 2019. január 17. után már nem volt letölthető, és a játék a tervek szerint leállt.

## Fogadtatás
| Összegzőoldal | Értékelés |
| ------------- | --------- |
| Metacritic    | 78/100    |

| Szerző       | Értékelés |
| ------------ | --------- |
| Gamezebo     | [ 14 ]    |
| Pocket Gamer | [ 15 ]    |

A játékmenet szempontjai vegyes benyomásokat kaptak a kritikusoktól. A kritikusok általában dicsérték a játék MOBA aspektusát. iMore Luke Filipowicz szerint „mindig úgy éreztem, hogy van esélyem a győzelemre, még azokban a meccsekben is, ahol az ellenfelem eltaposott.” Az Android Central Mark Lagace-ja hasonlóan dicsérte a csatákat, megjegyezve, hogy „a stratégia és az akció, amit a csatában nyújt, olyan jó, amilyet csak lehet.”  Harry Slater a Pocket Gamer-től megjegyezte, hogy a három perces időzített körök „kiváló, frenetikus csatákhoz vezetnek.”  Más kritikusok magas pontszámot adtak a játék rövid csatáinak.[4] Ezzel szemben a csillagkártya-mechanika gyakran kritikát váltott ki. Lagace megjegyezte, hogy ha eltekintünk a MOBA-csatáktól, a Force Arena „nem más, mint egy újabb kártyagyűjtő játék.” Néhány kritikus megjegyezte, hogy a játék nem követelte meg a játékosoktól, hogy valós valutával vásároljanak kártyákat a siker érdekében. „Soha nem éreztem szükségét annak, hogy játékon belüli vásárlásokat hajtsak végre” - jegyezte meg a Yahoo! Life kritikusa. Az iMore munkatársa, Luke Filipowicz nem értett ezzel egyet. „Ha a ranglista élére akarsz kerülni, pénzt kell költened” - fogalmazott értékelésében.
A grafikát és a hangzást a kritikusok általánosan dicsérték. Nick Tylwalk, a GameZebo munkatársa megjegyezte, hogy „a grafika szuper éles, különösen a vezető karaktereknél lenyűgöző, a zene és a hangeffektek pedig azonnal felismerhetőek.”  Ezt a hangulatot más kritikusok is visszhangolták. Mark Lagace, az Android Central-i tagja azt mondta: "A Star Wars megjelenésének és érzéseinek megjelölése fontos a rajongóknak, és ez a legmegfelelőbb, amit mobilon láttam és hallottam". iMore Luke Filipowicz értékeli, hogy a karaktertervezések élesek és különböznek, és könnyű különbséget tenni a csatamezőn lévő egységek között.

## Külső hivatkozások
- Hivatalos weboldal
- Star Wars: Force Arena on Wookieepedia, a Star Wars wiki